# مالك إسماعيل أنتيري
مالك إسماعيل أنتيري (بالإنجليزية: Malik Ismaila Antiri) (من مواليد 25 ديسمبر 1994) هو لاعب كرة قدم غاني سابق، يلعب في مركز قلب الدفاع لصالح نادي القاسم ومنتخب غانا لكرة القدم.

## المسيرة مع الأندية
في 1 يوليو 2016، انضم مالك إلى نادي تيما يوث الغاني.
لعب مالك إسماعيل أنتيري لعدة أندية من بينها تيما يوث، شباب الغازية، نادي البرج، نجوم أجدابيا ونادي الصناعة.
لعب أيضاً مع منتخب غانا لكرة القدم، بما في ذلك مشاركته في كأس العالم.